# 費德利斯 (佛羅里達州)
費德利斯（英語：Fidelis）是位於美國佛羅里達州聖羅薩縣的一個人口普查指定地區。

## 地理
費德利斯的座標為30°56′11″N 87°01′27″W / 30.93639°N 87.02417°W，而該地最高點為海拔高度78米（即256英尺）。

## 人口
根據2010年美國人口普查的數據，費德利斯的面積為7.39平方千米，當中陸地面積為7.35平方千米，而水域面積為0.04平方千米。當地共有人口156人，而人口密度為每平方千米21人。